# Cóndor (periódico)

Portada de un ejemplar impreso de 2008

Cóndor es un semanario en idioma alemán que se edita en Santiago de Chile, por miembros de la comunidad alemana residente y otros germanoparlantes. Fundado el 15 de junio de 1938 como resultado de la fusión de tres periódicos alemanes existentes en ese momento. El primer diario en alemán chileno fue el Deutsche Nachrichten für Sud América de Valparaíso, que fue publicado entre el 17 de noviembre de 1870 y el 3 de julio de 1909.
Su formato y periodicidad ha variado: en 1938 era de tamaño revista (72 páginas) y aparecía cada dos semanas (quincenal), en 1951 en tamaño estándar (Mercurio) de 12 páginas y los días miércoles y sábados. Actualmente es editado en formato tabloide (16 páginas) y semanalmente.
Su línea editorial es pluralista con acento en asuntos de Alemania, Austria y Suiza. La empresa editora Ediciones Chileno-Alemanas Ltda. está conformada por la Liga Chileno-Alemana (DCB, 1916) y la Sociedad Teuto-Chilena de Educación.
La Biblioteca y Archivo Histórico Emilio Held Winkler (Archivo EHW) conserva la colección completa de los ejemplares del periódico desde su primera publicación.